# Oulophyllia
Genre
Oulophyllia est un genre de coraux durs de la famille des Meandrinidae.

## Liste d'espèces
Le genre Oulophyllia comprend les espèces suivantes :
| Selon World Register of Marine Species (8 juillet 2015) : - Oulophyllia bennettae Veron, Pichon & Best, 1977 - Oulophyllia crispa Lamarck, 1816 - Oulophyllia levis Nemenzo, 1959 | Selon ITIS (8 juillet 2015) : - Oulophyllia bennettae Veron, Pichon & Best, 1977 - Oulophyllia crispa Lamarck, 1816 |